# Ка Спинеди (Сондрио)
Ка Спинеди је насеље у Италији у округу Сондрио, региону Ломбардија.
Према процени из 2011. у насељу је живело 352 становника. Насеље се налази на надморској висини од 289 м.